# Bahnhof Norf
Der Bahnhof Norf ist ein Bahnhof der Stadt Neuss an der linksniederrheinischen Strecke.

## Lage
Der Bahnhof liegt zwischen den Neusser Stadtteilen Norf und Derikum. Er wird durch die hier haltenden Linien zum Verkehrsknoten des Neusser Südens (nicht zu verwechseln mit Neuss Süd, welcher die südlichen Stadtteile Dreikönigenviertel und Pomona anschließt), unter anderem für die Stadtteile Gnadental, Erfttal, Grimlinghausen und Uedesheim. Außerdem dient die Linie 878 zur Verbindung mit dem Bahnhof Grevenbroich und damit an den Rhein-Erft-Kreis sowie die Linie 827 an den Düsseldorfer Süden.

## Geschichte
Der Bahnhofsvorplatz wurde bereits 1855 zur Eröffnung der Linksniederrheinischen Strecke erbaut. Nach der Eingliederung der Gemeinde Norf in die Stadt Neuss wurde der Name beibehalten und nicht in Neuss-Norf umbenannt. Seit 1985 wird der Norfer Bahnhof von der Linie S 11 der S-Bahn Rhein-Ruhr angefahren.

## Bedienung
Zurzeit wird der Bahnhof von einer S-Bahnlinie und fünf Buslinien (Linie 878 als Kleinbus) angefahren:
| Linie | Verlauf | Takt   |
| ----- | --- | ------ |
| S 11  | D-Flughafen Terminal – D-Unterrath – D-Derendorf – D-Zoo – D-Wehrhahn – Düsseldorf Hbf – D-Friedrichstadt – D-Bilk – D-Völklinger Straße – D-Hamm – NE Rheinparkcenter – NE Am Kaiser – Neuss Hbf – Neuss Süd – Norf – NE-Allerheiligen – Nievenheim – Dormagen – Dormagen-Chempark – Köln-Worringen – K-Blumenberg – K-Chorweiler Nord – K-Chorweiler – K-Volkhovener Weg – K-Longerich – K-Geldernstraße/Parkgürtel – K-Nippes – K-Hansaring – Köln Hbf – K-Messe/Deutz – K-Buchforst – K-Mülheim – K-Holweide – K-Dellbrück – Duckterath – Bergisch Gladbach Stand: Fahrplanwechsel Dezember 2023 | 20 min |
| 827   | Neuss Habichtsweg – Norf Bf – Düsseldorf Universität Mitte – Düsseldorf Am Steinberg |        |
| 841   | Neuss Rosellerheide, Seniorenzentrum – Allerheiligen – Norf Bf – Düsseldorf Handweiser |        |
| 852   | Kaarst – Neusserfurth – Neuss Hbf – Stadthalle – Gnadental – Grimlinghausen – Norf Bf – Ulmenallee |        |
| 874   | Neuss Rheinpark-Center – Stadthalle/Museum – Norf Bf – Dormagen Broich |        |
| 878   | Hoisten Schleife – Norf Bf – Neuss Elvekum |        |
| NE1   | Neuss Hbf – Stadthalle – Alexianerplatz – Gnadental – Norf Bf – Rosellen – Wehl – Speck |        |

## Planungen
Da der Norfer Bahnhof von seiner Lage her ein viel bedeutenderer Bahnhof sein könnte, als er derzeit ist, hatte die Stadt Neuss in ihrem Verkehrsentwicklungsplan beschlossen, mehrere Buslinien durch das Gebiet um Norf laufen zu lassen, um auch andere Stadtteile an den Norfer Bahnhof anzuschließen.
Geplant sind:
- eine Buslinie im 20-Minuten-Takt (zur Hauptverkehrszeit) von Norf über Taubental, Grimlinghausen und Gnadental unter Umfahrung der normalen Bustrasse der Innenstadt über den Europadamm am Hafen zum Hauptbahnhof.
- Verlängerung der Buslinie 844 nach Norf
- eine Buslinie von Uedesheim, Taubental, Norf, Hoisten, Weckhoven, Reuschenberg nach Holzheim (Umsetzung unwahrscheinlich)